# Sépultures de la famille Vacquerie-Hugo
Les sépultures de la famille Vacquerie-Hugo sont des sépultures situé à Rives-en-Seine, en France.

## Localisation
Le monument est situé dans le département français de Seine-Maritime, dans le cimetière de l'ancienne commune de Villequier.

## Historique
Les premières sépultures font suite aux noyades le 4 septembre 1843 de Pierre Vacquerie, son fils Artus ou Arthur Vacquerie, son neveu Charles Vacquerie et sa femme Léopoldine Hugo.
La mère de Léopoldine et Adèle Hugo les rejoignent respectivement en 1868 et en 1915.
Les six sépultures sont inscrites au titre des monuments historiques depuis le 2 mars 2009.

## Architecture
Les sépultures sont réalisées en marbre et pierre, en style néo-gothique.